# Urlaken
Urlaken je naselje Statutarnega mesta Beljak na Koroškem v Avstriji.